# Hesperodiaptomus breweri
Hesperodiaptomus breweri är en kräftdjursart som först beskrevs av M. S. Wilson 1958.  Hesperodiaptomus breweri ingår i släktet Hesperodiaptomus och familjen Diaptomidae. Inga underarter finns listade i Catalogue of Life.